# China Railways SS4G
A China Railways SS4G sorozat (kínai nyelven: 韶山4) egy kínai 25 kV 50 Hz váltakozó áramú, Bo-Bo+Bo-Bo tengelyelrendezésű kétszekciós villamosmozdony-sorozat. A China Railways üzemelteti. Összesen 1577 db készült belőle 1993 és 2006 között.

## Járműgyártók
Az SS4G sorozatot több vasúti járműgyár is gyártotta:
- Zhuzhou Electric Locomotive Works (0001～0158;[1] 0159～1175; 1886[2])
- Datong Electric Locomotive Works (6001～6168)
- Ziyang Locomotive Works (3001～3002)
- Dalian Locomotive Works (7001～7110; 7121～7241)

## Képgaléria

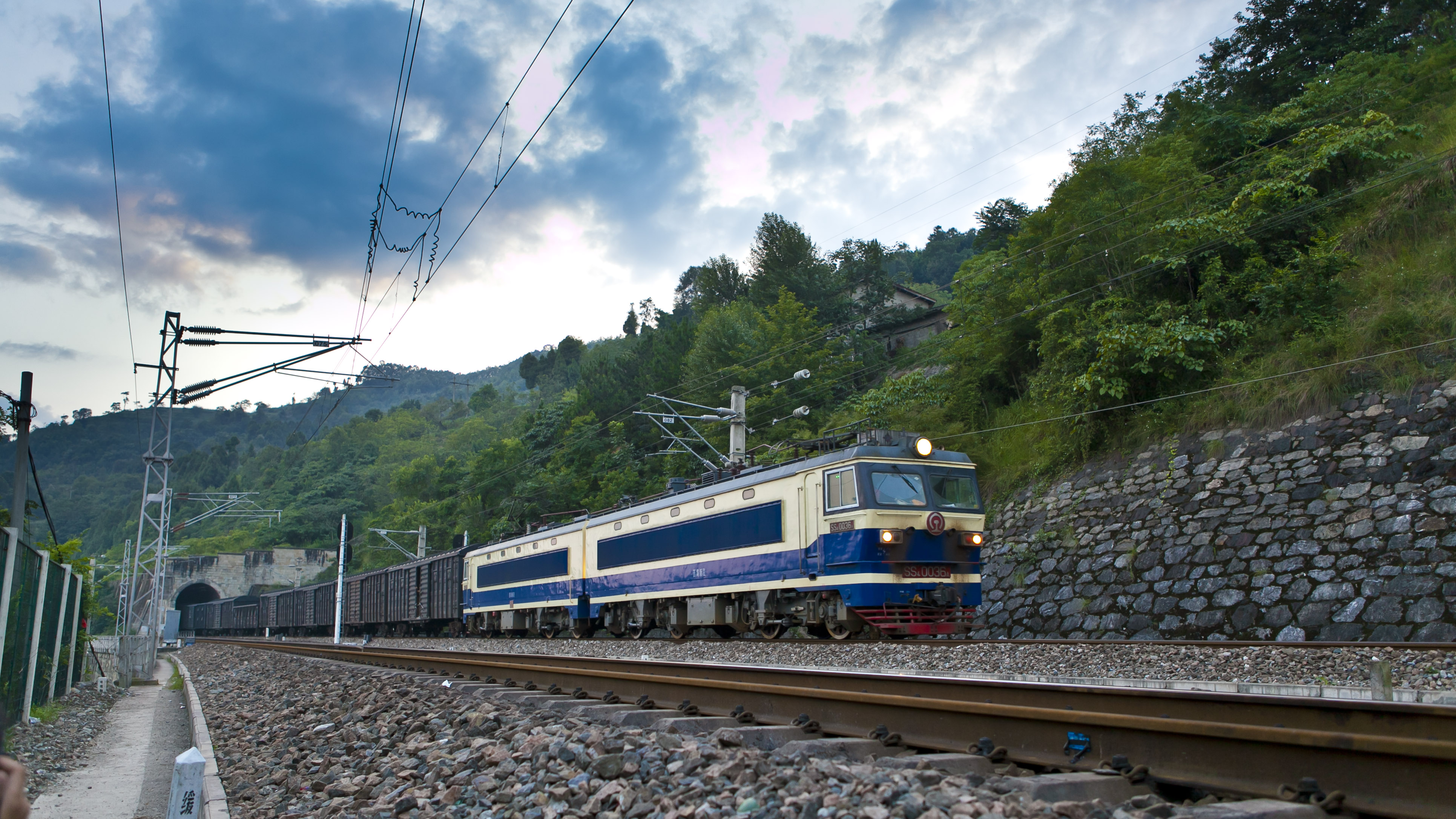
SS4 Yangpingguan közelében
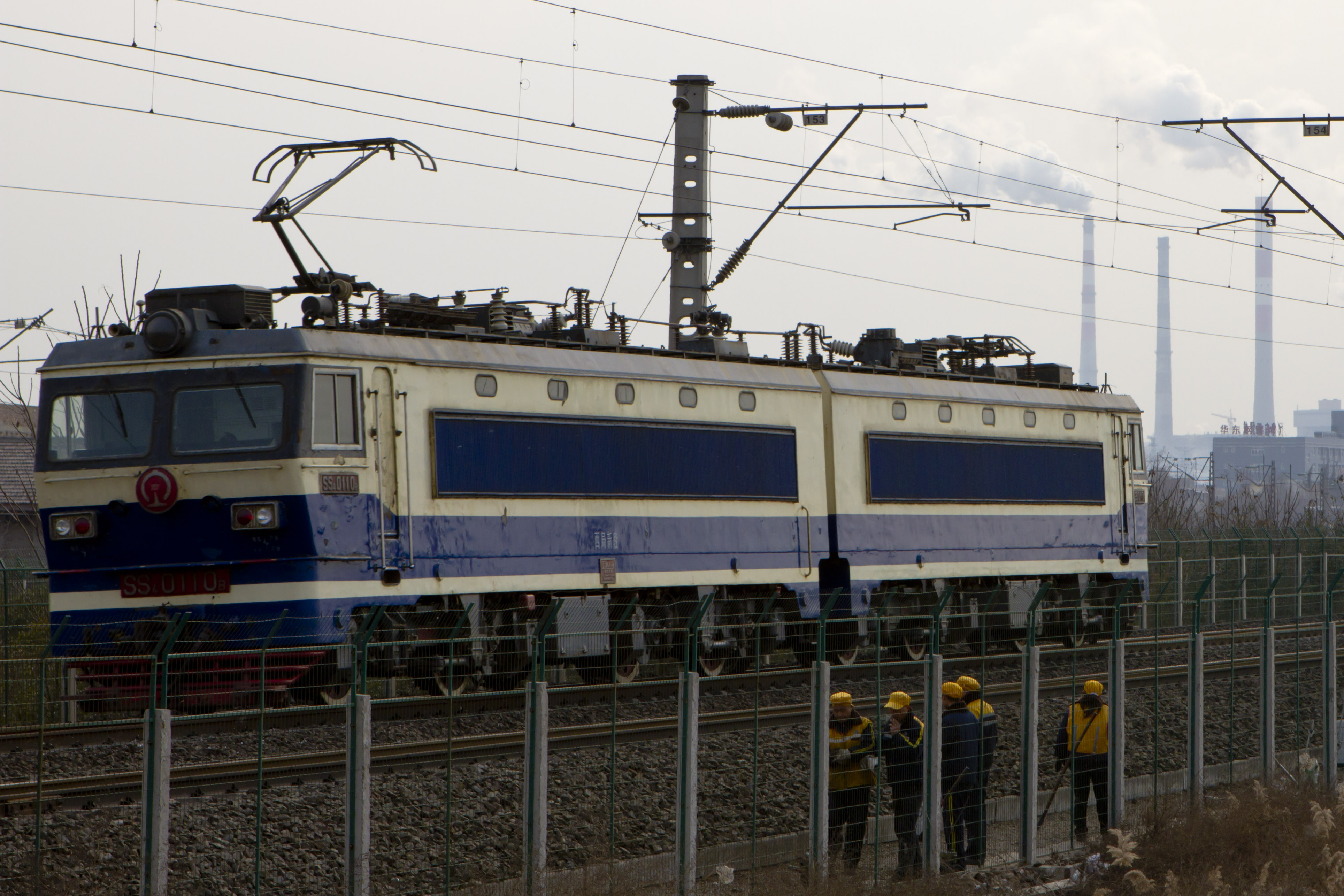
SS4-0110
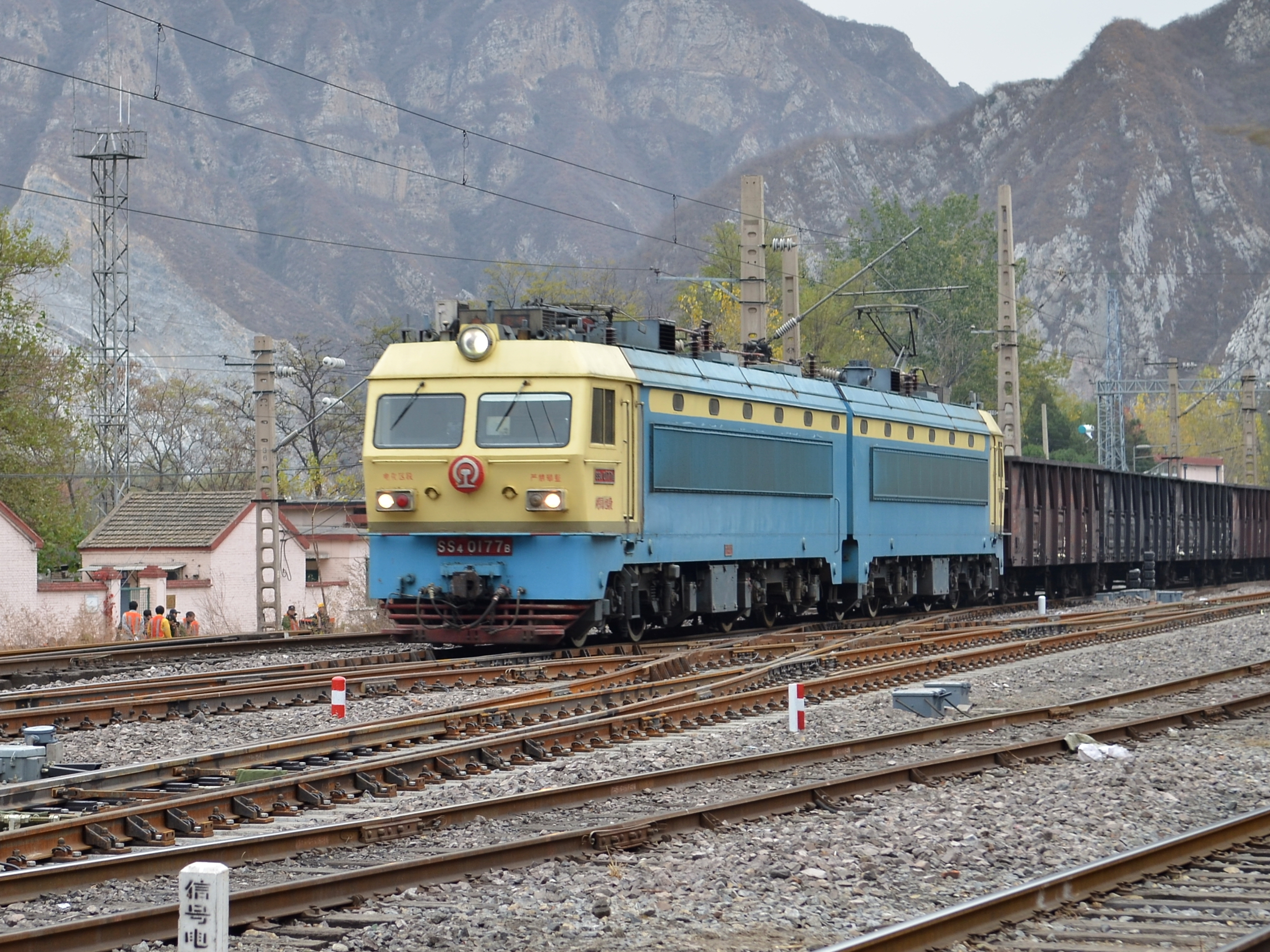
SS4-0177 Luopoling vasútállomáson
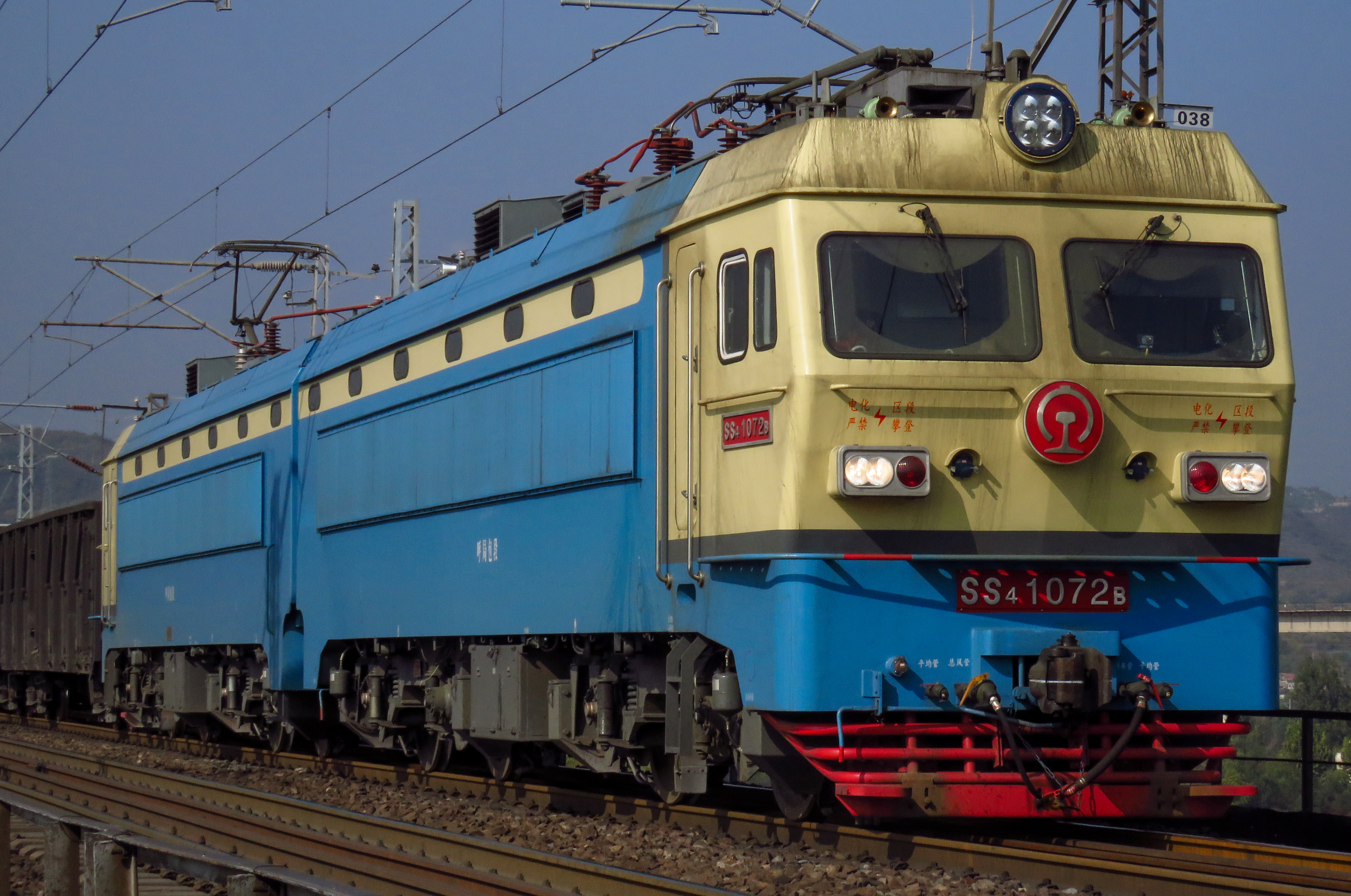
SS4-1072
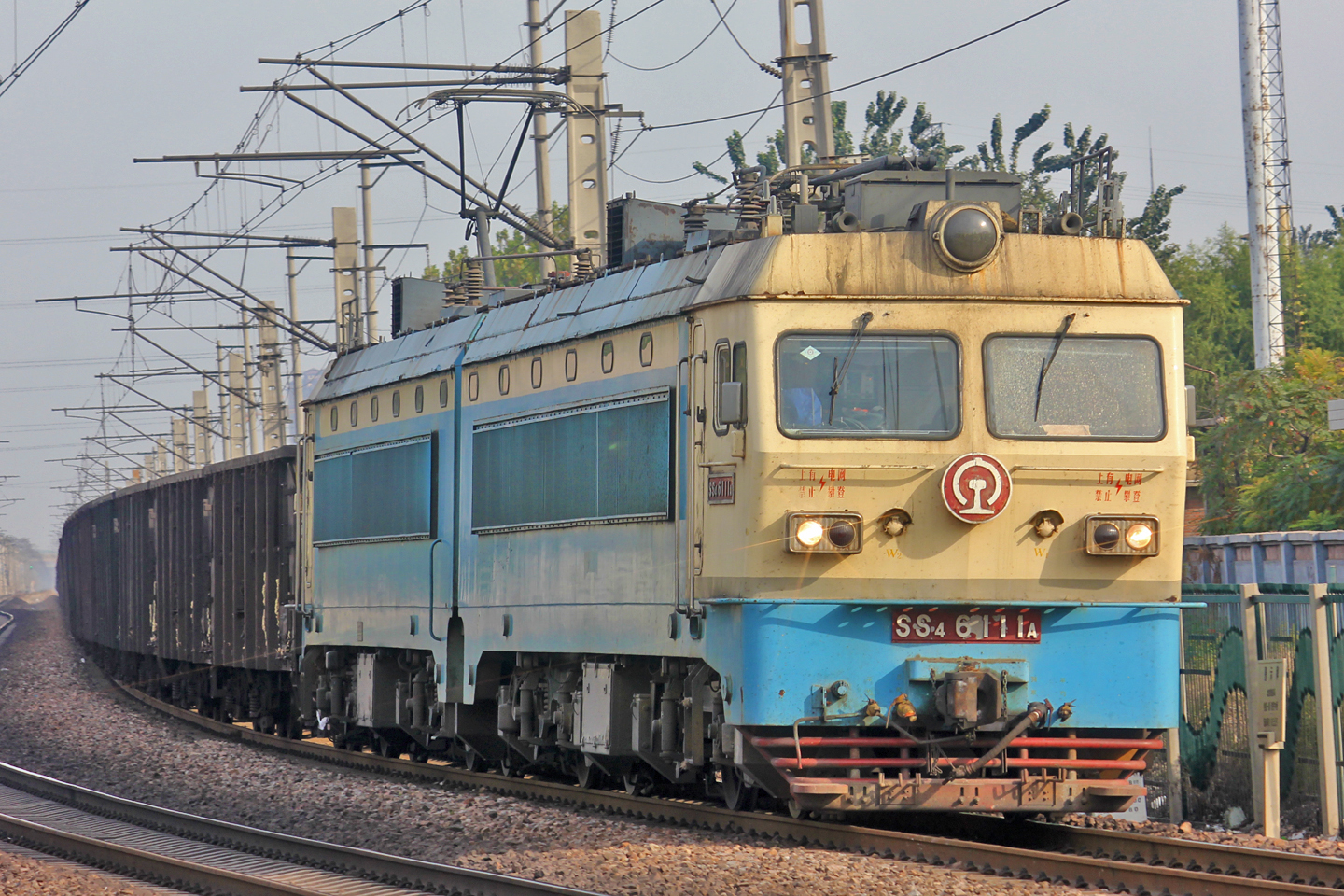
SS4-6111 a Sicsiacsuang–Dezhou-vasútvonalon
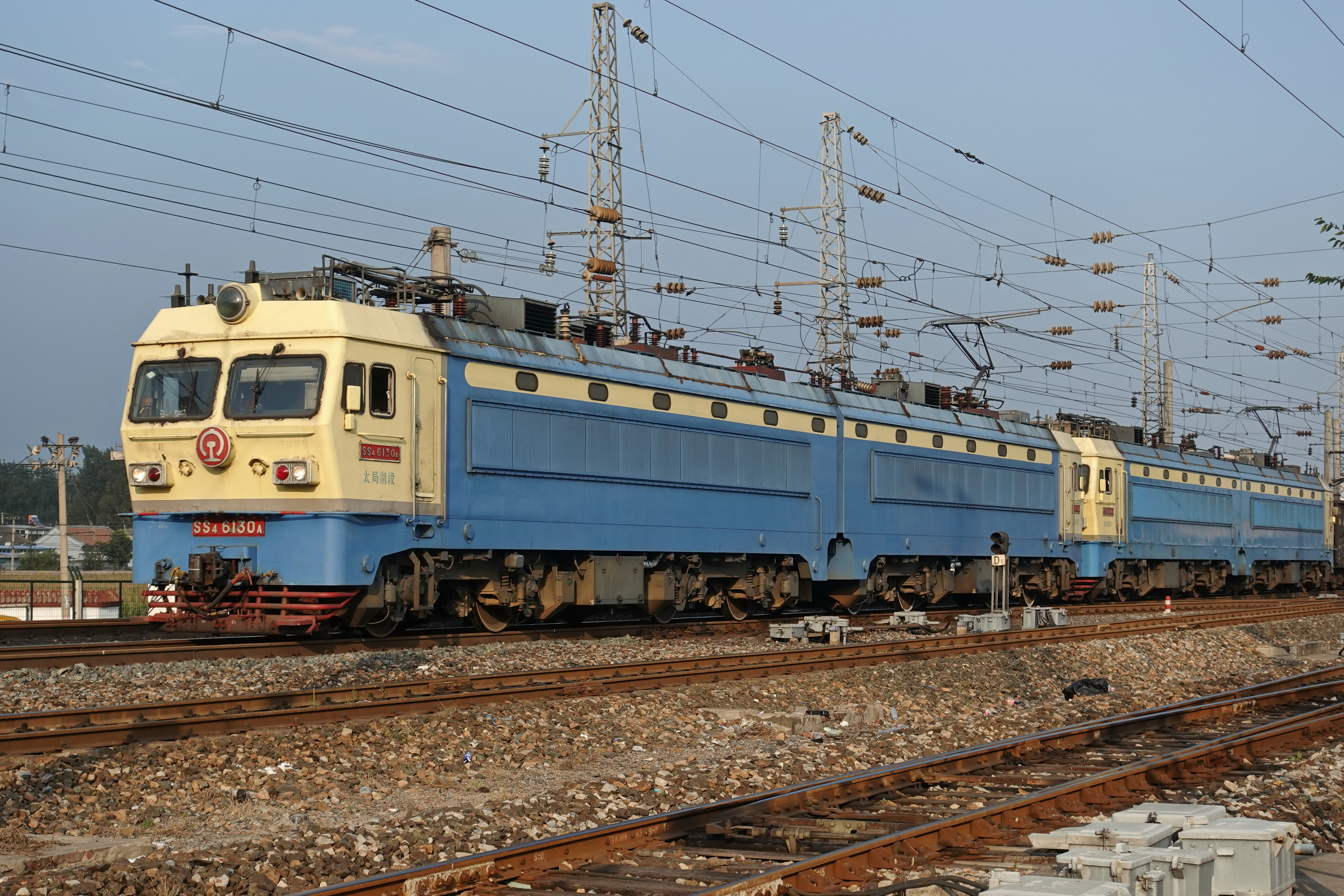
SS4-6130
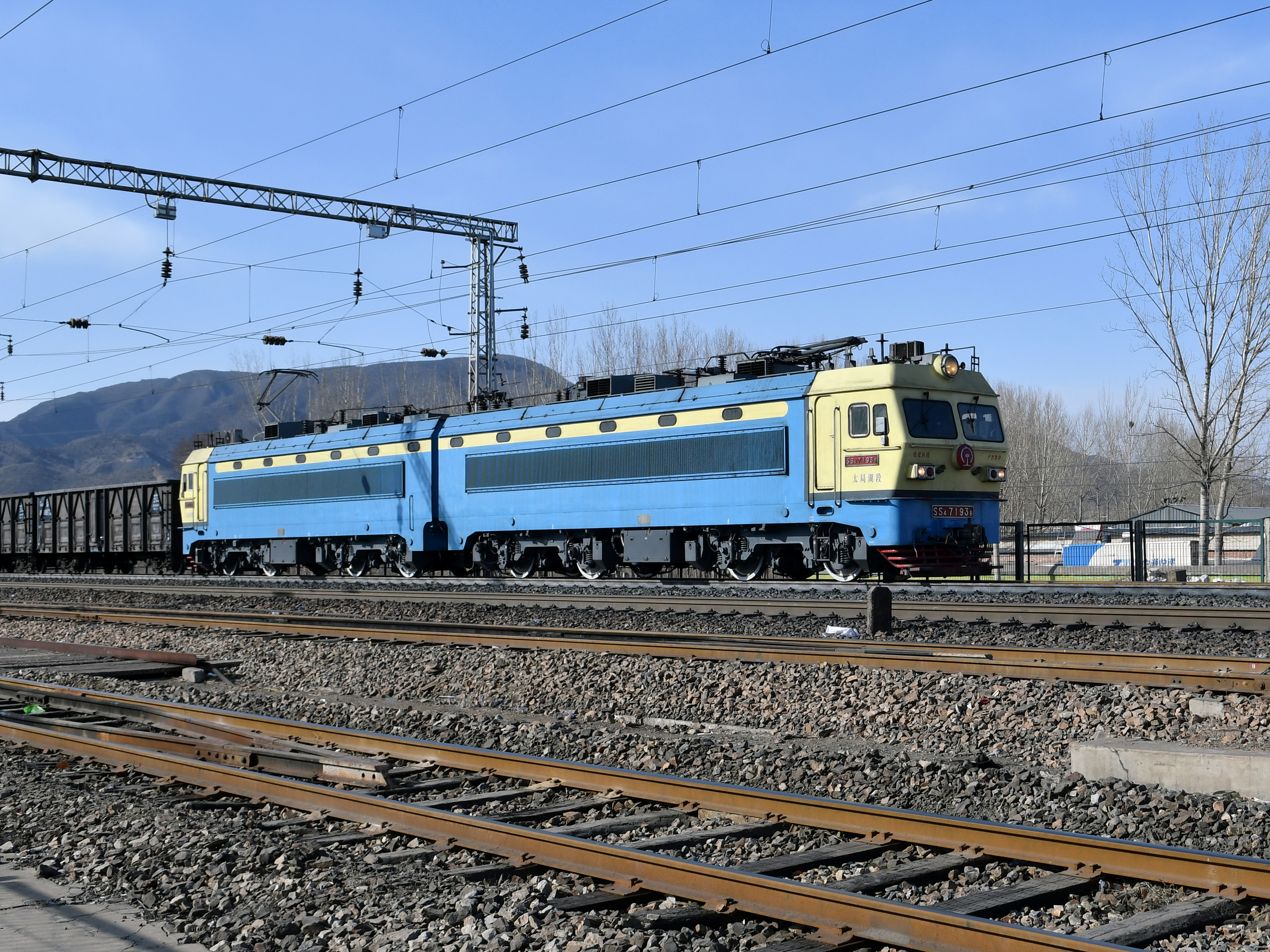
SS4-7193 a Datong-Csinhuangtao-vasútvonalon